# احتمال تجربی
در تئوری احتمالات و آمار، احتمال تجربی (به انگلیسی: Empirical probability)، احتمال آزمایشی یا فراوانی نسبی یک رویداد، نسبت تعداد نتایجی است که در آن یک رویداد مشخص نسبت به تعداد کل آزمایش‌ها رخ می‌دهد، یعنی به معنی نه از یک رویداد در فضای نمونه نظری بلکه در یک آزمایش واقعی. به‌طور کلی‌تر، احتمال تجربی احتمالات را از روی تجربه و مشاهده تخمین می‌زند.